# Spilogona brunneinota
Spilogona brunneinota är en tvåvingeart som först beskrevs av Harrison 1955.  Spilogona brunneinota ingår i släktet Spilogona och familjen husflugor. Inga underarter finns listade i Catalogue of Life.